# سكلوب ثلجي
سكلوب ثلجي (الاسم العلمي: Cyclops nivalis) هو نوع من المفصليات يتبع جنس السكلوب من الفصيلة السكلوبية.